# 青岛公交25路线
青岛公交25路线，是青岛市胶州湾东岸城区的一条公交线，隶属于青岛城运控股公交集团市南巴士公司第三分公司。该路线自1979年8月1日开通运营，途经市南区和市北区。

## 歷史
- 1978年8月1日，路線開通，起訖站為芝泉路和團島。
- 1989年12月28日，對路線進行調整[參⁠ 2]。

## 路线走向
- 下行：途经山东路、闽江路、南通路、香港中路、延安三路、桑梓路、延安路、长阳路、登州路、大学路、龙口路、广西路、费县路、广州路、单县路、朝城路、贵州路、青铜峡路、瞿塘峡路、团岛路、团岛一路。
- 上行：途经贵州路、西陵峡一路、西陵峡路、太平路、大学路、登州路、延安路、明霞路、标山路、上清路、延安三路、香港中路、山东路。[參⁠ 3][參⁠ 4][參⁠ 1]

## 停车站点
本路线共设置22个停车站点，其中6个仅单方向停靠。
| 序号 | 站名                | 下行                                  | 下行                | 上行                                  | 上行                | 换乘地铁              |
| 序号 | 站名                | 停车                                  | 站位                | 停车                                  | 站位                | 换乘地铁              |
| ---- | ------------------- | ------------------------------------- | ------------------- | ------------------------------------- | ------------------- | --------------------- |
| 1    | 市政府山东路③站     | 快进的向下双箭头图形 · 公共汽车的图形 | 山东路/香港中路     |                                       |                     | 五四广场站（2、3、8） |
| 2    | 市政府              |                                       |                     | 快进的向上双箭头图形 · 公共汽车的图形 | 山东路香港中路      | 五四广场站（2、3、8） |
| 2    | 市政府南通路②站     | 快进的向下双箭头图形 · 公共汽车的图形 | 南通路/闽江路       |                                       |                     | 五四广场站（2、3、8） |
| 3    | 世贸中心站          |                                       |                     | 向上箭头图形 · 公共汽车的图形         | 香港中路/海门路     |                       |
| 4    | 湛山站              | 向下箭头图形 · 公共汽车的图形         | 香港中路/盐城路     | 向上箭头图形 · 公共汽车的图形         | 延安三路/香港中路   | 延安三路站（2、3）    |
| 5    | 华严路站            | 向下箭头图形 · 公共汽车的图形         | 延安三路/华严路     | 向上箭头图形 · 公共汽车的图形         | 延安三路/华严路     |                       |
| 6    | 延安三路南九水路站  | 快进的向下双箭头图形 · 公共汽车的图形 | 延安三路/南九水路   | 快进的向上双箭头图形 · 公共汽车的图形 | 延安三路/芝泉路     | 芝泉路站（2）         |
| 7    | 海信立交桥南①站     | 快进的向下双箭头图形 · 公共汽车的图形 | 延安三路/胶宁高架路 | 快进的向上双箭头图形 · 公共汽车的图形 | 延安三路/胶宁高架路 | 海信桥站（2）         |
| 8    | 桑梓路延安路站      | 向下箭头图形 · 公共汽车的图形         | 桑梓路/东光路       |                                       |                     | 海信桥站（2）         |
| 8    | 标山路上清路站      |                                       |                     | 向上箭头图形 · 公共汽车的图形         | 标山路/上清路       | 海信桥站（2）         |
| 9    | 延安二路站          | 向下箭头图形 · 公共汽车的图形         | 延安路/延安二路     |                                       |                     |                       |
| 9    | 明霞路站            |                                       |                     | 向上箭头图形 · 公共汽车的图形         | 明霞路/标山路       |                       |
| 10   | 延安路延安一路站    | 向下箭头图形 · 公共汽车的图形         | 延安路/延安一路     | 向上箭头图形 · 公共汽车的图形         | 延安路/延安一路     |                       |
| 11   | 登州路合江路站      | 快进的向下双箭头图形 · 公共汽车的图形 | 登州路/合江路       | 快进的向上双箭头图形 · 公共汽车的图形 | 延安路/青沙路       |                       |
| 12   | 登州路莱芜二路站    | 快进的向下双箭头图形 · 公共汽车的图形 | 登州路/莱芜二路     | 快进的向上双箭头图形 · 公共汽车的图形 | 登州路/嫩江路       | 泰山路站（2、4）      |
| 13   | 黄县路站            | 向下箭头图形 · 公共汽车的图形         | 大学路/华山路       | 向上箭头图形 · 公共汽车的图形         | 大学路/华山路       |                       |
| 14   | 人民会堂站          | 向下箭头图形 · 公共汽车的图形         | 大学路/龙口路       | 向上箭头图形 · 公共汽车的图形         | 大学路/鱼山路       | 人民会堂站（1、4）    |
| 15   | 青岛路站            | 向下箭头图形 · 公共汽车的图形         | 广西路/青岛路       |                                       |                     |                       |
| 16   | 广西路浙江路站      | 向下箭头图形 · 公共汽车的图形         | 广西路/安徽路       | 向上箭头图形 · 公共汽车的图形         | 太平路/青岛路       |                       |
| 17   | 铁路青岛站广西路①站 | 快进的向下双箭头图形 · 公共汽车的图形 | 广西路/蒙阴路       |                                       |                     | 青岛站（1、3）        |
| 18   | 西陵峡路火车站      |                                       |                     | 快进的向上双箭头图形 · 公共汽车的图形 | 西陵峡路/太平路     | 青岛站（1、3）        |
| 19   | 贵州路朝城路站      | 向下箭头图形 · 公共汽车的图形         | 贵州路/朝城路       | 向上箭头图形 · 公共汽车的图形         | 贵州路/西陵峡二路   |                       |
| 20   | 西康支路站          | 向下箭头图形 · 公共汽车的图形         | 贵州路/西康支路     | 向上箭头图形 · 公共汽车的图形         | 贵州路/西康支路     | 贵州路站（1）         |
| 21   | 八大峡小学站        | 向下箭头图形 · 公共汽车的图形         | 瞿塘峡路/明月峡路   |                                       |                     | 贵州路站（1）         |
| 22   | 团岛站              | 快进的向下双箭头图形 · 公共汽车的图形 | 团岛一路/贵州路     |                                       |                     | 贵州路站（1）         |
| 22   | 团岛贵州路          |                                       |                     | 快进的向上双箭头图形 · 公共汽车的图形 | 贵州路/台西二路     | 贵州路站（1）         |

## 运营时间
以下均为当地时间（UTC+8）为准。
- 市政府山东路③站（主站）：4:30-22:15
- 团岛站（副站）：5：00-22:40

## 票制票价
本路线车辆分为普通车及季节空调车两种，均为无人售票一票制。普通车每人次投币RMB ¥ 1，季节空调车每人次投币RMB ¥ 1（关空调）或2（开空调）。

## 特色服务

### 互联网+公交快车
25路线工作日上下班高峰时段开通“互联网+”公交，只停靠客流集中的部分（下行8个、上行7个）站点，以缩短运行时间。快车运行时，车辆前挡风玻璃处放置“互联网+公交快车”标牌。
- 早：市政府站7:10发出下行车1班次。
- 晚：团岛站17:10发出上行车1班次。

## 註解
1. ↑  实为其东侧平行无名路
2. ↑   註: